# Islamski kulturni centar u Umagu
Islamski kulturni centar u Umagu, vjersko-kulturna ustanova u Umagu. 

## Povijest
Islamski kulturni centar u Umagu je prvi islamski centar u Hrvatskoj na istarskom poluotoku. Gradnja je trajala četiri godine, a dovršena je travnja 2018. godine. Kamen temeljac postavljen je 15. ožujka 2014. godine. Svečano je otvoren 28. travnja 2018. godine. Za financijsku konstrukciju od 4 milijuna kuna priloge je Mešihat islamske zajednice u Hrvatskoj, dijaspora i vjerničke donacije. Namijenjen je za vjersko-sakralno, kulturno, odgojno i obrazovno posluživanje tisuću muslimanskih vjernika iz Umaga. U islamskom centru su mesdžid s pratećim prostorijama, uprava Medžlisa, dvorana za obavljanje vjerskih obreda, multifunkcionalna dvorana za kulturna događanja, učionice za mekteb, knjižnica, stambeni sklop, parkiralište, ostava, te stan za imama.

## Vanjske poveznice
- Islamska zajednica u Hrvatskoj  Arhivirana inačica izvorne stranice od 1. svibnja 2018. (Wayback Machine) Umag